# Bürgermedaille der Stadt Aschaffenburg

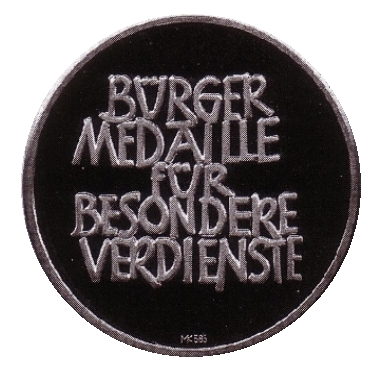
Bürgermedaille der Stadt Aschaffenburg (VS)

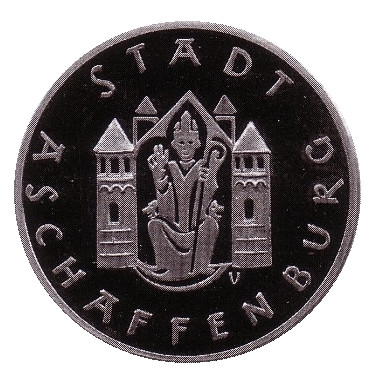
Bürgermedaille der Stadt Aschaffenburg (RS)

Die Bürgermedaille der Stadt Aschaffenburg wird an Persönlichkeiten verliehen, die sich um das Wohl oder das Ansehen der Stadt Aschaffenburg verdient gemacht haben bzw. wie auf der Medaille verzeichnet „für besondere Verdienste“. Sie wurde im Jahr 2001 erstmals verliehen.
Laut Satzung vom 28. August 2000 kann „die Bürgermedaille ... höchstens zweimal pro Jahr verliehen werden. Zur Einreichung von Vorschlägen sind der Oberbürgermeister und die Stadtratsmitglieder berechtigt.“
Die Verleihung erfolgt in feierlicher Form in öffentlicher Sitzung des Stadtrates mit der Aushändigung der Urkunde und der Bürgermedaille.

## Trägerin / Träger

### 2001
- Irmes Eberth (* 29. März 1926 in Aschaffenburg; † 3. Januar 2023 ebenda[2]), Poetin, Autorin, Schriftstellerin, Musikerin, Heimatautorin, Chronistin und Mundartdichterin sowie ehemalige Lehrerin am Karl-Theodor-von-Dalberg-Gymnasium, Verleihung am 15. April 2001 (2005 mit dem Kulturpreis des Regierungsbezirks Unterfranken in der Legislaturperiode 2003–2008 ausgezeichnet)

### 2003
- Rufina Ostermaier (* 29. Januar 1937 in Palling bei Traunstein als Irmgard Ostermaier; † 12. Mai 2013 in Neunburg vorm Wald),[3] Ordensschwester/Oberin (von 2003 bis 2012)[4]/Arme Schulschwestern von Unserer Lieben Frau (SSND, School Sisters of Notre Dame[5]), Leiterin des Städtischen Kinderheims von 1987 bis 2003,[6] Verleihung am 22. Juli 2003.[7]

### 2005
- Otmar Kaup (* 25. September 1928 in Aschaffenburg), Unternehmer, Maschinenbau-Ingenieur der Kaup GmbH & Co.KG[8][9][10][11] Verleihung am 7. April 2005.

### 2007
- Ernst Holleber (* 13. Juni 1926 in Aschaffenburg), Ingenieur, ehemaliger Leiter des Stadtplanungsamtes, Stadtheimatpfleger, Verleihung am 30. Januar 2007.

### 2009
- Harry Kimmich (* 21. Mai 1952 in Stockstadt am Main) gründete im Jahr 1998 den Verein „Grenzenlos für Arme und Obdachlose“[12] Verleihung am 2. Februar 2009.

### 2010
- Edgar Röhrig (* 19. August 1928; † 29. November 2011), Monsignore, Stiftspfarrer (1974–1998) und Dekan, Gründer der Altstadt- und Krippenfreunde,[13] Verleihung am 25. März 2010.[14]

### 2012
- Hermann Beck (* 18. Juni 1933 in Würzburg), ehemaliger Sparkassendirektor, für sein jahrzehntelanges Engagement auf sozialer, wirtschaftlicher und kultureller Ebene.[15] Verleihung am 30. März 2012

### 2014
- Romy Kalb-Gundermann (* 2. April 1934 in Aschaffenburg; † 20. Oktober 2019 in Aschaffenburg)[16], Sopranistin, Mäzenin und Konzertveranstalterin
- Alfred Kalb (* 6. Februar 1932; † 1. September 2019)[17] Unternehmer, Musiker, Arrangeur und Kulturförderer, für die Förderung der Kunst in Aschaffenburg, Collegium Musicum, Philharmonischer Verein, Theater- und Schlosskonzerte, Galas[18] Verleihung am 10. November 2014
- Josef Syndikus (* 11. Januar 1924 in Schweinheim; † 15. September 2021), Baukaufmann, Turner und Heimatforscher. Er transkribierte handschriftliche Archivalien. Verleihung am 19. Juli 2014